# Polla de Potrancas (Chile)
La Polla de Potrancas es una carrera de la hípica chilena de Grupo I, que se disputa generalmente en agosto de cada año en el Club Hípico. Es una carrera para hembras de tres años de edad, en distancia de 1.700 metros. La carrera es la 2a. etapa de la cuádruple corona del Club Hípico de Santiago, junto al Clásico Arturo Lyon Peña, el Nacional-Ricardo Lyon y el Clásico El Ensayo. Desde el año 2024 lleva el nombre de Joaquín Morandé Tocornal, criador, director y expresidente del Club Hípico De Santiago.

## Ganadores de la Polla de Potrancas
Las siguientes son las ganadoras de la prueba desde 1980.
| Año  | Caballo          | Jinete            | Preparador          | Stud                  | Haras               | Tiempo  |
| ---- | ---------------- | ----------------- | ------------------- | --------------------- | ------------------- | ------- |
| 1980 | Viga             | Elías Silva       | Alfredo Bagú R.     | The Redbee Ranch      | Matancilla          | 1.41.02 |
| 1981 | Atangada         | Claudio Leigthon  | Pedro Bagú H.       | Gail Ynde Farm        | El Laja             | 1.45.04 |
| 1982 | Please           | Fernando Díaz     | Alonso Carreño F.   | Pucudegua             | Pucudegua           | 1.39.01 |
| 1983 | Lichi            | Sergio Vera       | Alfonso Zamorano B. | Ocoa                  | Ocoa                | 1.43.04 |
| 1984 | Clientela        | Juan Berríos      | José Sánchez        | Barrúa                | San Luis de Futrono | 1.45.00 |
| 1985 | Supremacía       | Sergio Vásquez    | Gerardo Silva B.    | Los Tilos             | San Luis de Futrono | 1.42.00 |
| 1986 | Guardiola        | Fernando Díaz     | Juan Cavieres A.    | Matancilla            | Matancilla          | 1.41.04 |
| 1987 | Miss Brio        | Gustavo Barrera   | Pedro Medina Ch.    | Matancilla            | Matancilla          | 1.43.03 |
| 1988 | Doña Tato        | Sergio Vásquez    | Juan Cavieres A.    | Matancilla            | Matancilla          | 1.42.00 |
| 1989 | Moscona          | Sergio Vásquez    | Jorge Inda M.       | El Sheik              | Mocito Guapo        | 1.50.03 |
| 1990 | Quilma           | Gustavo Barrera   | Juan Cavieres A.    | Choapa                | Matancilla          | 1.45.03 |
| 1991 | Fortissima       | Héctor Salazar    | Óscar Fecker        | Guzo                  | Figurón             | 1.43.02 |
| 1992 | Penumbra         | Luis Muñoz        | Álvaro Breque V.    | Matancilla            | Matancilla          | 1.45.03 |
| 1993 | Lorissa          | Luis Muñoz        | José T. Allende F.  | Haras Mocito Guapo    | Mocito Guapo        | 1.39.03 |
| 1994 | Pradilla         | Fernando Díaz     | Óscar González G.   | Trily                 | Don Alberto         | 1.40.04 |
| 1995 | Rue Cambon       | Anyelo Rivera     | Alfredo Bagú R.     | Agrícola Aboughazaleh | Figurón             | 1.42.03 |
| 1996 | Laska            | Mauricio Figueroa | Alfredo Bagú R.     | Kitty                 | Mocito Guapo        | 1.42.04 |
| 1997 | Green Bay        | Anyelo Rivera     | Alfredo Bagú R.     | Agrícola Aboughazaleh | Porta Pía           | 1.47.03 |
| 1998 | Val Gardena      | Luis Torres       | Juan Cavieres A.    | Doña Sofía            | Figurón             | 1.39.01 |
| 1999 | Washington City  | Pedro Santos      | Juan Cavieres A.    | Trafalgar             | Trafalgar           | 1.42.00 |
| 2000 | La Bandolera     | Pedro Cerón       | Delfín Bernal G.    | P.A. Van Doren        | Dadinco             | 1.40.00 |
| 2001 | Lhiz             | Luis Torres       | Juan Cavieres A.    | Jockey                | Jockey              | 1.42.03 |
| 2002 | Voz de Colegiala | Gustavo Barrera   | Patricio Baeza A.   | Santa Olga            | Santa Olga          | 1.46.04 |
| 2003 | Sol Vital        | José Villablanca  | Miguel Medina T.    | Don Cotto             | Porta Pía           | 1.39.00 |
| 2004 | Noche Linda      | Juan Galleguillos | Alejandro Aguado C. | Carioca               | Carioca             | 1.42.70 |
| 2005 | Nonthue          | Héctor I. Berríos | Juan Cavieres A.    | San José              | La Compañía         | 1.43.81 |
| 2006 | Spontaneous      | David Sánchez     | Juan Cavieres A.    | Forever Tango         | De Pirque           | 1.44.62 |
| 2007 | Sachenka         | Juan Muñoz        | José T. Allende F.  | Santa Amelia          | Santa Amelia        | 1.41.14 |
| 2008 | Stolen Heart     | Jaime Medina      | Gerardo Silva B.    | Haras Don Alberto     | Don Alberto         | 1.41.92 |
| 2009 | Belle Watling    | Héctor I. Berríos | Patricio Baeza A.   | Don Theo              | Matancilla          | 1.41.00 |
| 2010 | Porqué           | Anyelo Rivera     | José Álvarez D.     | Cannibal              | El Sheik            | 1.43.68 |
| 2011 | María Morena     | Guillermo Pontigo | José Álvarez D.     | Carioca               | Carioca             | 1.41.92 |
| 2012 | La Porotita      | Hernán E. Ulloa   | Alexis Pérez D.     | Putagán               | Scandinavo          | 1.40.08 |
| 2013 | Solaria          | Héctor I. Berríos | Patricio Baeza A.   | Vendaval              | Paso Nevado         | 1.39.76 |
| 2014 | Dacita           | Gonzalo Ulloa     | Juan C. Silva S.    | Vendaval              | Paso Nevado         | 1.38.45 |
| 2015 | Kitcat           | Gonzalo Ulloa     | Juan C. Silva S.    | Vendaval              | Paso Nevado         | 1.42.23 |
| 2016 | Cascada Sureña   | Guillermo Pontigo | Domingo Matte D.    | Haras Don Alberto     | Don Alberto         | 1.43.21 |
| 2017 | Princesa Coqueta | Felipe Henríquez  | Rodrigo Sánchez Q.  | Stud Haras Lizzie     | Lizzie              | 1.41.56 |
| 2018 | Dafonda          | Gonzalo Ulloa     | Juan C. Silva S.    | Vendaval              | Paso Nevado         | 1.40.91 |
| 2019 | Reine de Arabie  | Gonzalo Ulloa     | Patricio Baeza A.   | Haras Jockey          | Jockey              | 1.39.31 |
| 2020 | Le Da Vida       | Óscar Ulloa       | José Ignacio Inda   | Masaiva               | Santa Olga          | 1.41.70 |
| 2021 | Kirikina         | Joaquín Herrera   | Juan C. Silva S.    | Vendaval              | Paso Nevado         | 1.42.79 |
| 2022 | Luna Cautiva     | Jorge A. González | Jorge A. Inda D.    | El Tata               | Don Alberto         | 1.46.58 |
| 2023 | Ionosfera        | Joaquín Herrera   | Juan C. Silva S.    | Vendaval              | Paso Nevado         | 1.41.41 |
| 2024 | Día de Otoño     | Bernardo León     | Julio Orellana R.   | El Mirador            | Don Alberto         | 1.44.95 |
| 2025 | Eccentric        | Jaime Medina      | Patricio Baeza A.   | Haras Don Alberto     | Don Alberto         | 1.45.41 |

## Última edición
El viernes 1 de agosto de 2025. se llevó a cabo una edición más de la "Polla de Potrancas". Se impuso la ejemplar "Eccentric" (hija de Iván Denisovich), derrotando a Amada Mila, que fue la favorita de la prueba, en tercera posición se ubicó Renta Efectiva, en cuarta posición llegó Nartella y la tabla la cerró Doña Sauri. Eccentric fue conducida por Jaime Medina, es preparada por Patricio Baeza A., pertenece y fue criada por el Haras Don Alberto.